# 莫利泰尔诺
莫利泰尔诺（義大利語：Moliterno），是意大利波坦察省的一个市镇。总面积97.63平方公里，人口4345人，人口密度44.5人/平方公里（2009年）。ISTAT代码为076050。